# Bavaresa (beguda)
La bavaresa (en francès bavaroise) és una beguda típica de la gastronomia francesa.

## Història
Aquesta preparació, d'ençà del començament, ha estat feta amb te, la llet i licor. Generalment se servia calenta. Són nobles francesos al servei de la família Wittelsbach, la casa sobirana de Baviera, de la qual ha pres el nom, que la van introduir al nord de França al començament dels anys 1700. El famós Cafè Procope fundat l'any 1686 per Francesco Procopio dei Coltelli va contribuir al seu llançament a París.
Es prepara tradicionalment en els nostres dies a base de cafè, de crema i de rom
La bavaresa ha estat introduïda a Saint-Pierre a Martinica pels immigrats, segons les cançons de l'època que l'esmenten. Aquesta beguda ha donat naixement al començament del S. XIX al pastís conegut sota el nom de bavarès que es deia llavors formatge bavarès, perquè tenia l'aparença d'un formatge fresc.
La seva variant amb xocolata era l'objecte d'una xarada coneguda, formulada de diferents maneres, la resposta de la qual és bavard, oiseau, chocolat (xerraire, ocell, xocolata), que es pronuncia en francès exactament com 'bavaroise au chocolat' ("bavaresa amb xocolata").